# Дьюссе, Ассан
Асса́н Дьюссе́ эль Хаджи́ (фр. Assane Dioussé El Hadji; 20 сентября 1997 года, Дакар, Сенегал) — футболист, полузащитник французского клуба «Осер» и сборной Сенегала.

## Клубная карьера
Ассан переехал в Италию в возрасте 13 лет. В течение пяти лет проходил обучение в академии «Эмполи». В 2014 году стал привлекаться к матчам юношеской команды. Спустя год, в июле 2015 года отправился на сборы с основной командой.
23 августа 2015 года Ассан дебютировал в Серии А в поединке против «Кьево», выйдя на поле в основном составе. С тех пор он закрепился в основном составе, однако когда в строй вернулись более опытные игроки, Ассан вновь присел на скамейку, чтобы вернуться в последних турах.
24 сентября 2015 года подписал контракт с «Эмполи» сроком на пять лет, до 2020 года.
31 июля 2017 года «Эмполи» официально заявил о переходе футболиста во французский «Сент-Этьен». Сумма трансфера составила €5 млн, контракт подписан на пять лет. За «стефануа» сенегалец дебютировал 5 августа в победной встрече стартового тура Лиги 1 2017/17 с бронзовым призёром предыдущего сезона «Ниццей».

## Карьера в сборной
16 августа 2017 года Дьюссе впервые получил вызов в сборную Сенегала на матчи отборочного турнира к Чемпионату мира 2018 года

## Стиль игры
Физически сильный полузащитник, тяготеющий к обороне, однако способный закрыть любую зону. Выносливый и работоспособный, подобно многим африканцам. Обладает хорошим техническим арсеналом и набором вертикальных передач.